# Acalypha skutchii
Acalypha skutchii é uma espécie de flor do gênero Acalypha, pertencente à família Euphorbiaceae.